# 巫沙布提俑
巫沙布提俑（英語：ushabti,shabti 或 shawabti）为古埃及被放置于坟墓中的人偶，即陪葬品。材质为黏土，石，蜡，木，亦或搪瓷等，通常是身负背篓、双手持有镰刀和牧羊杖交叉在胸前的木乃伊形式，其形象、材质、尺寸、数目并不局限。

在古埃及文化中，人死后被认为需要在地府中进行劳作，巫沙布提则可帮助墓主人完成工作。巫沙布提俑上刻有墓主人名字以及《死者之書》第六章节的选段：
I will do it, verily I am here when thou callest.
我将遵从您的指示。
巫沙布提俑自埃及中王朝时期（第十一王朝）直至托勒密王朝时期（30 B.C.）都被埃及人广泛使用，尤其是在第21王朝之后，巫沙布提俑如兵马俑般大量被放置在法老的墓中，有些被铺放在地面上或者棺椁附近，有些被整齐码放在专门收纳巫沙布提俑的盒子里。例如在第二十五王朝的塔哈尔卡法老的墓中，巫沙布提俑甚至出现了阶级划分，十个巫沙布提俑为一组被持有鞭子的工头形象（"reis"）的巫沙布提俑所管理。